# Nederlandse kampioenschappen schaatsen sprint 2013
De Nederlandse kampioenschappen schaatsen sprint 2013 (voor mannen en vrouwen) werden op 5 en 6 januari 2013 gehouden in Kardinge te Groningen.
Titelhouders waren de winnaars van 2012, Stefan Groothuis en Margot Boer. Groothuis veroverde de titel voor de vijfde keer op rij en voor de zesde keer in totaal. Marrit Leenstra veroverde voor het eerst de sprinttitel.
Tijdens deze NK sprint kwalificeerde de top vier (zowel mannen als vrouwen) zich voor de WK sprint 2013 in Salt Lake City, Verenigde Staten. Ook gold de wedstrijd als kwalificatiewedstrijd voor de tweede helft van de wereldbekers op de 500 en 1000 meter.

## Programma
| Programma                                                                           | Programma                                                                           |
| ----------------------------------------------------------------------------------- | ----------------------------------------------------------------------------------- |
| zaterdag 5 januari                                                                  | zondag 6 januari                                                                    |
| 1e 500 meter vrouwen 1e 500 meter mannen 1e 1000 meter vrouwen 1e 1000 meter mannen | 2e 500 meter vrouwen 2e 500 meter mannen 2e 1000 meter vrouwen 2e 1000 meter mannen |

## Mannen
Afstandmedailles
| Afstand  | 1e               | 2e              | 3e               |
| -------- | ---------------- | --------------- | ---------------- |
| 1e 500m  | Michel Mulder    | Jan Smeekens    | Ronald Mulder    |
| 1e 1000m | Stefan Groothuis | Hein Otterspeer | Michel Mulder    |
| 2e 500m  | Ronald Mulder    | Jan Smeekens    | Kjeld Nuis       |
| 2e 1000m | Mark Tuitert     | Michel Mulder   | Stefan Groothuis |

### Eindklassement
| #      | Schaatser            | Ploeg                | 500m         | 1000m        | 500m             | 1000m        | Punten  |
| ------ | -------------------- | -------------------- | ------------ | ------------ | ---------------- | ------------ | ------- |
| Goud   | Stefan Groothuis     | Brand Loyalty        | 35,71 (5)    | 1.10,21 (1)  | 35,70 (4)        | 1.10,36 (3)  | 141.695 |
| Zilver | Michel Mulder        | Team Beslist.nl      | 35,45 BR (1) | 1.10,50 (3)  | 35,84 (8)        | 1.10,35 (2)  | 141.715 |
| Brons  | Hein Otterspeer      | Team Beslist.nl      | 35,59 (4)    | 1.10,24 (2)  | 35,73 (5)        | 1.10,65 (5)  | 141.765 |
| 4      | Mark Tuitert         | Team Beslist.nl      | 35,97 (7)    | 1.10,56 (4)  | 35,75 (6)        | 1.10,13 (1)  | 142.065 |
| 5      | Ronald Mulder        | Brand Loyalty        | 35,52 (3)    | 1.11,12 (5)  | 35,23 BR (1)     | 1.11,85 (10  | 142.235 |
| 6      | Kjeld Nuis           | Brand Loyalty        | 35,89 (6)    | 1.11,37 (7)  | 35,62 (3)        | 1.10,91 (7)  | 142.650 |
| 7      | Jan Smeekens         | Brand Loyalty        | 35,46 (2)    | 1.12,26 (11) | 35,32 (2)        | 1.12,20 (14) | 143.010 |
| 7      | Sjoerd de Vries      | Team Beslist.nl      | 36,21 (11)   | 1.11,22 (6)  | 35,90 (9)        | 1.10,58 (4)  | 143.010 |
| 9      | Pim Schipper         | Brand Loyalty        | 36,03 (9)    | 1.11,50 (9)  | 36,07 (10)       | 1.10,90 (6)  | 143.300 |
| 10     | Lucas van Alphen     | Project 2018         | 36,62 (12)   | 1.11,43 (8)  | 36,49 (12)       | 1.11,11 (8)  | 144.380 |
| 11     | Jesper Hospes        | Team Beslist.nl      | 35,97 (7)    | 1.12,92 (15) | 35,82 (7)        | 1.13,58 (19) | 145.040 |
| 12     | Lennart Velema       | APPM Schaatsacademie | 36,72 (13)   | 1.12,02 (10) | 36,49 (12)       | 1.11,93 (12) | 145.185 |
| 13     | Kai Verbij           | Jong Oranje          | 36,95 (15)   | 1.12,40 (13) | 36,88 (17)       | 1.11,86 (11) | 145.960 |
| 14     | Rhian Ket            |                      | 37,08 (21)   | 1.12,74 (14) | 36,97 (18)       | 1.11,65 (9)  | 146.245 |
| 15     | Thomas Krol          |                      | 37,04 (19)   | 1.12,28 (12) | 37,07 (20)       | 1.12,18 (13) | 146.340 |
| 16     | Jacques de Koning    | Team Beslist.nl      | 36,10 (10)   | 1.15,66 (22) | 36,13 (11)       | 1.13,09 (15) | 146.605 |
| 17     | Aron Romeijn         | Team Nino            | 36,98 (16)   | 1.12,94 (16) | 36,73 (16)       | 1.13,42 (17) | 146.890 |
| 18     | Lieuwe Mulder        | Gewest NH/U          | 37,07 (20)   | 1.13,12 (18) | 36,72 (15)       | 1.13,27 (16) | 146.985 |
| 19     | Gerben Jorritsma     | Gewest Friesland     | 37,01 (18)   | 1.13,44 (20) | 36,99 (19)       | 1.13,54 (18) | 147.490 |
| 20     | Frank Hermans        | Project 2018         | 37,25 (22)   | 1.13,16 (19) | 37,49 (21)       | 1.14,27 (21) | 148.455 |
| 21     | Pepijn van der Vinne | Team Corendon        | 37,67 (23)   | 1.14,06 (21) | 37,86 (23)       | 1.14,09 (20) | 149.605 |
| 22     | Allard Neijmeijer    | GreenTeam            | 36,82 (14)   | 1.16,06 (23) | 36,57 (14)       | 1.17,89 (24) | 150.365 |
| 23     | Carlo Cesar          | Gewest NH/U          | 37,69 (24)   | 1.16,06 (24) | 37,64 (22)       | 1.15,91 (23) | 151.315 |
| 24     | Guus Baan            | Gewest Overijssel    | 36,98 (16)   | 1.13,10 (17) | 1.24,85 val (24) | 1.14,47 (22) | 195.615 |

## Vrouwen
Afstandmedailles
| Afstand  | 1e              | 2e                  | 3e                  |
| -------- | --------------- | ------------------- | ------------------- |
| 1e 500m  | Margot Boer     | Thijsje Oenema      | Laurine van Riessen |
| 1e 1000m | Ireen Wüst      | Marrit Leenstra     | Lotte van Beek      |
| 2e 500m  | Margot Boer     | Laurine van Riessen | Thijsje Oenema      |
| 2e 1000m | Marrit Leenstra | Ireen Wüst          | Lotte van Beek      |

### Eindklassement
| #      | Schaatser            | Ploeg            | 500m       | 1000m          | 500m         | 1000m        | Punten  |
| ------ | -------------------- | ---------------- | ---------- | -------------- | ------------ | ------------ | ------- |
| Goud   | Marrit Leenstra      | Team Van Veen    | 39,42 (4)  | 1.18,22 (2)    | 39,39 (4)    | 1.17,60 (1)  | 156.720 |
| Zilver | Margot Boer          | Team Liga        | 39,18 (1)  | 1.18,74 (4)    | 38,98 BR (1) | 1.18,69 (5)  | 156.875 |
| Brons  | Laurine van Riessen  | Danone Activia   | 39,38 (3)  | 1.19,23 (6)    | 39,30 (2)    | 1.18,47 (4)  | 157.530 |
| 4      | Thijsje Oenema       | Team Liga        | 39,30 (2)  | 1.19,07 (5)    | 39,37 (3)    | 1.19,09 (6)  | 157.750 |
| 5      | Ireen Wüst           | TVM              | 39,98 (10) | 1.17,56 BR (1) | 40,12 (11)   | 1.17,74 (2)  | 157.760 |
| 6      | Lotte van Beek       | Team Van Veen    | 39,79 (6)  | 1.18,63 (3)    | 39,78 (7)    | 1.18,07 (3)  | 157.920 |
| 7      | Anice Das            | Team Anker       | 39,71 (5)  | 1.19,69 (8)    | 39,74 (5)    | 1.19,36 (8)  | 158.975 |
| 8      | Natasja Bruintjes    | Team Corendon    | 39,88 (8)  | 1.19,23 (6)    | 40,11 (10)   | 1.19,19 (7)  | 159.200 |
| 9      | Marit Dekker         | Team Anker       | 40,15 (11) | 1.20,24 (9)    | 39,79 (8)    | 1.20,90 (11) | 160.510 |
| 10     | Janine Smit          | Team Liga        | 39,83 (7)  | 1.21,71 (17)   | 39,77 (6)    | 1.20,61 (10) | 160.760 |
| 11     | Irene Schouten       | Project 2018     | 40,73 (17) | 1.20,29 (10)   | 40,76 (16)   | 1.20,41 (9)  | 161.840 |
| 12     | Floor van den Brandt | Team Corendon    | 40,42 (13) | 1.21,51 (14)   | 40,33 (12)   | 1.21,17 (14) | 162.090 |
| 13     | Bo van der Werff     | Team Anker       | 40,48 (14) | 1.21,56 (16)   | 40,51 (14)   | 1.21,14 (13) | 162.340 |
| 14     | Manon Kamminga       | Team Liga        | 40,84 (18) | 1.21,54 (15)   | 40,39 (13)   | 1.21,06 (12) | 162.530 |
| 15     | Mayon Kuipers        | Team Liga        | 40,21 (12) | 1.23,33 (21)   | 39,93 (9)    | 1.21,91 (16) | 162.760 |
| 16     | Rosa Pater           | Gewest NH/U      | 40,58 (15) | 1.23,15 (19)   | 40,84 (18)   | 1.22,56 (18) | 164.275 |
| 17     | Roxanne van Hemert   | Team Corendon    | 41,29 (20) | 1.21,45 (13)   | 41,27 (19)   | 1.22,06 (19) | 164.315 |
| 18     | Leslie Koen          | Gewest Friesland | 40,87 (19) | 1.23,30 (20)   | 40,67 (15)   | 1.23,15 (19) | 165.585 |
| 19     | Cerise Tersteeg      | Gewest NH/U      | 41,59 (21) | 1.23,64 (22)   | 41,49 (20)   | 1.21,69 (15) | 165.475 |
| 20     | Manouk van Tol       | Gewest NH/U      | 41,64 (22) | 1.21,93 (18)   | 41,98 (21)   | 1.23,44 (20) | 166.305 |
| DNS4   | Letitia de Jong      | Team Anker       | 40,67 (16) | 1.20,43 (11)   | 40,81 (17)   | DNS          |         |
| DNS3   | Annette Gerritsen    | Danone Activia   | 39,94 (9)  | 1.20,47 (12)   | DNS          | DNS          |         |

Bron: